# Foscoe
Foscoe è un census-designated place (CDP) degli Stati Uniti d'America, situato nello stato della Carolina del Nord, nella contea di Watauga. Secondo il censimento del 2020 gli abitanti di Foscoe ammontavano a 1 457.
La cittadina si è sviluppata negli anni 80 grazie alle attrazione turistiche intorno ad essa.